# اسکای ولی (جورجیا)
اسکای ولی (به انگلیسی: Sky Valley) یک شهر در ایالات متحده آمریکا است که در شهرستان رابون واقع شده‌است. اسکای ولی ۷٫۹ کیلومتر مربع مساحت و ۲۷۲ نفر جمعیت دارد و ۱٬۰۰۵ متر بالاتر از سطح دریا واقع شده‌است.